# Віньєгра-де-Абахо
Віньєгра-де-Абахо (ісп. Viniegra de Abajo) — муніципалітет в Іспанії, у складі автономної спільноти Ла-Ріоха. Населення — 104 осіб (2009).
Муніципалітет розташований на відстані близько 200 км на північ від Мадрида, 50 км на південний захід від Логроньйо.

## Демографія
Динаміка населення (INE ):

## Галерея зображень

Розташування муніципалітету
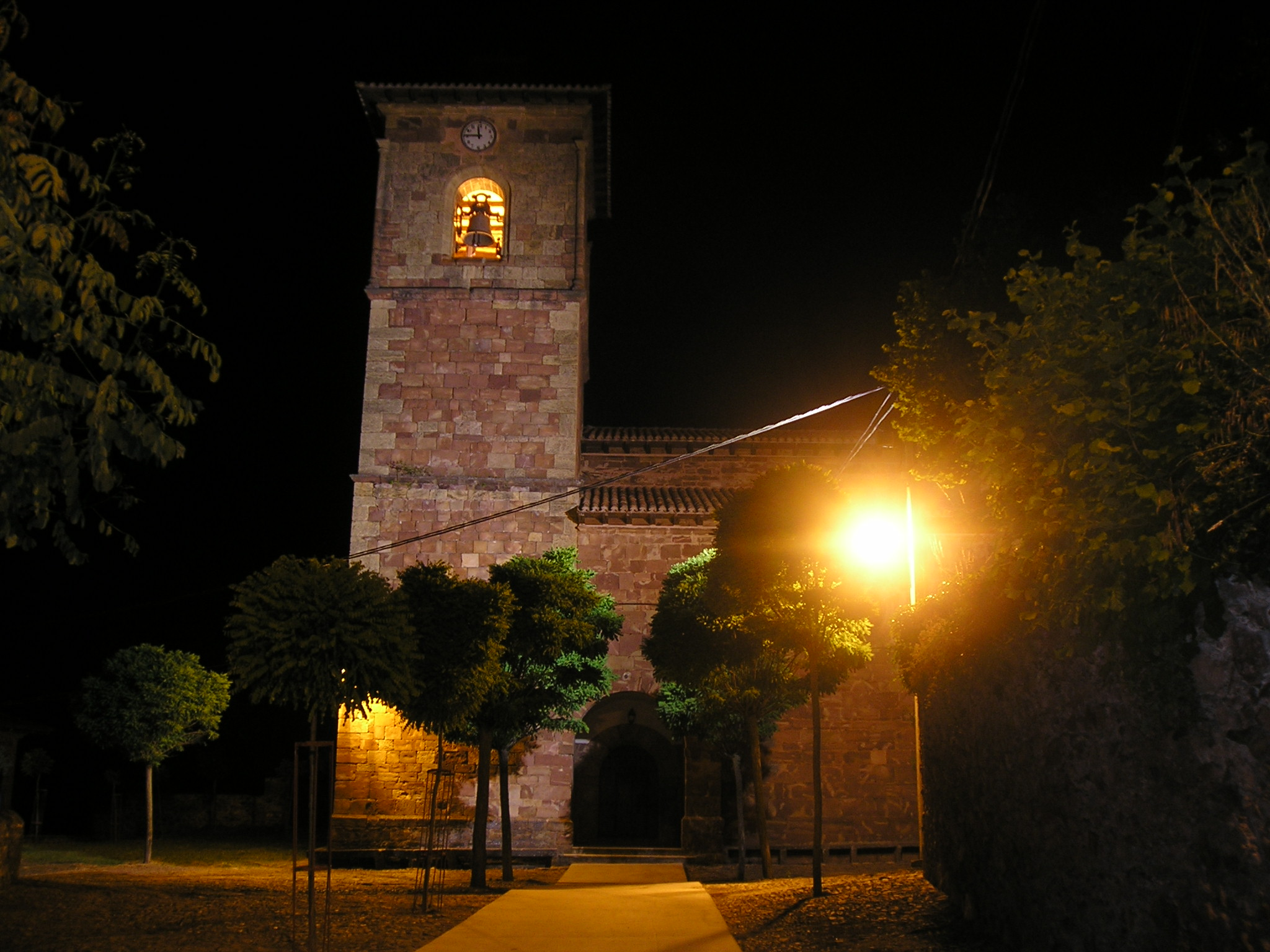
Церква Ла-Асунсьйон